# Communauté rurale de Ronkh
La communauté rurale de Ronkh est une communauté rurale du Sénégal située au nord-ouest du pays. 
Elle fait partie de l'arrondissement de Ndiaye, du département de Dagana et de la région de Saint-Louis.